# Placa de Anatolia

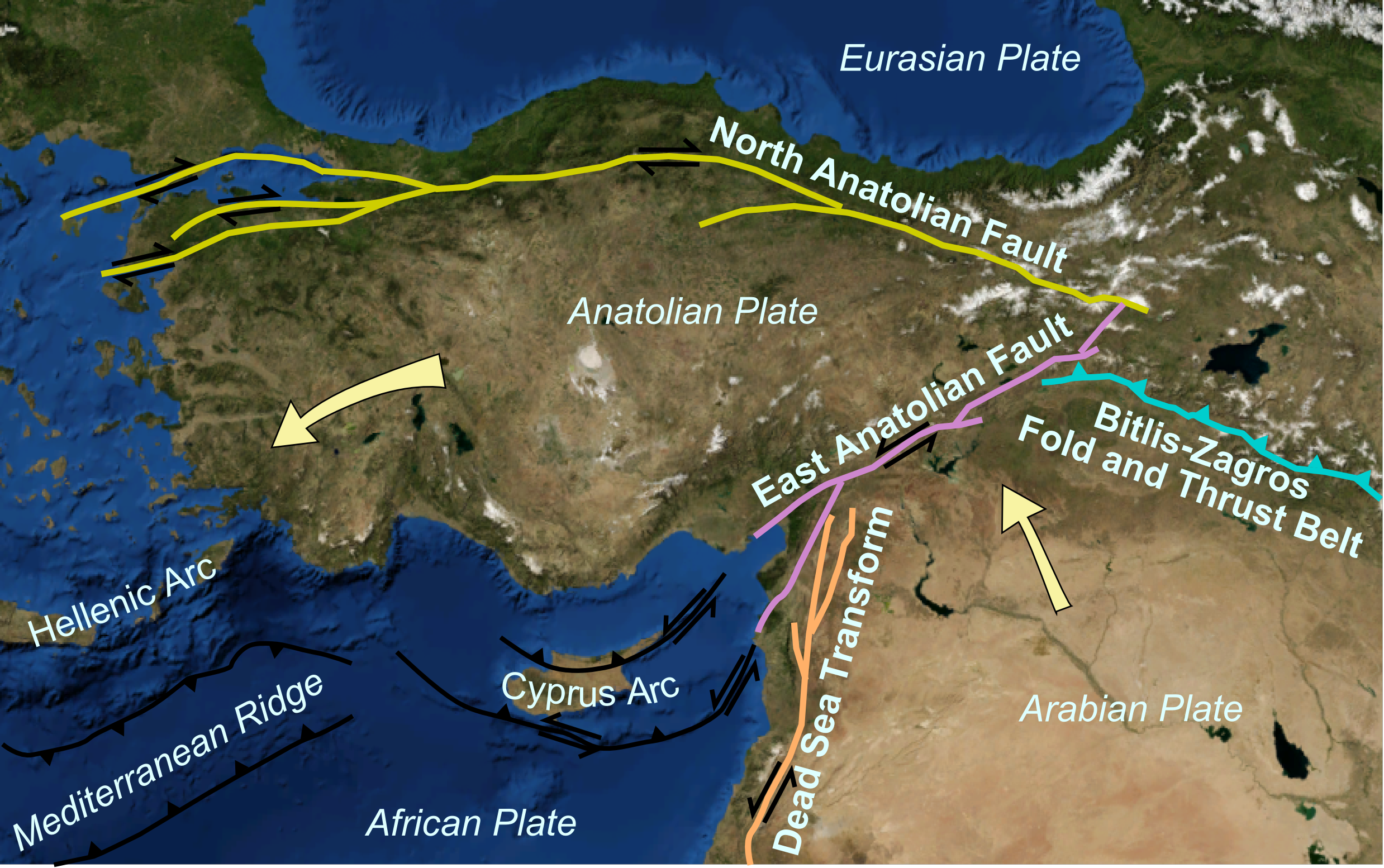
Placa de Anatolia.

La placa de Anatolia o placa turca es una placa tectónica continental que comprende la mayor parte de la península de Anatolia (Asia Menor) y, por lo tanto, de Turquía.
Al este, la falla de Anatolia Oriental, una falla transformante lateral izquierda, forma un límite con la placa arábiga. Hacia el sur y suroeste, es un borde convergente con la placa africana. Esta convergencia se manifiesta en rasgos de compresión dentro de la corteza oceánica bajo el Mediterráneo, así como dentro de la corteza continental de la propia Anatolia, y también por lo que generalmente se consideran zonas de subducción a lo largo de los arcos helénico y chipriota.

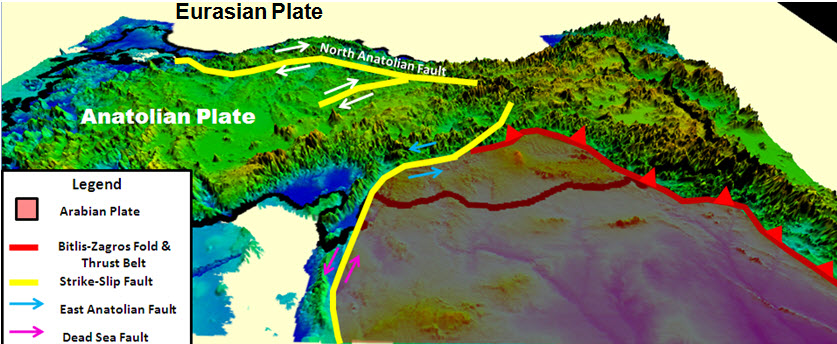
Las placas Euroasiática y de Anatolia.

El borde norte es una falla transformante con la placa Euroasiática, formando la zona de la falla de Anatolia del Norte (NAFZ).
Las investigaciones indican que la placa de Anatolia está girando en sentido contrario a las agujas del reloj cuando está siendo empujada al oeste por la placa arábiga, impedida de cualquier movimiento en el norte por la placa Euroasiática. En algunas referencias, la placa de Anatolia es conocida como un «bloque» de corteza continental aún acoplada a la placa Euroasiática, pero los estudios de la falla Anatolia del Norte indican que Anatolia está desacoplada de dicha placa. Ahora está siendo exprimida por la placa arábiga desde el este y forzada hacia el oeste y bloqueado su movimiento en el norte por la placa Euroasiática. La placa africana está produciendo una subducción por debajo de la placa de Anatolia a lo largo de los arcos chipriota y helénico hacia afuera del mar Mediterráneo.